# Основна хералдичка правила
Као и свака наука, тако и хералдика има своја правила. Иако представљена као помоћна историјска наука, хералдика је много више, она је област/тематика за себе.
У хералдици постоје стриктна правила, која се морају поштовати ако се нешто жели назвати грбом, у супротном то је ништа више до сликовне представе или лепог мотива. Хералдичких правила има много, али се могу издвојити основних осам правила:
Прво правило: грб мора бити јединствен и оригиналан; то би у ствари значило да се грбови морају разликовати међусобно макар у детаљима, ово је фундаметално, али и врло често игнорисано правило. Хералдика је у суштини облик препознавања и проблем настаје управо на том пољу, када треба препознати, тј. разликовати грбове људи истих презимена, представљало би прави проблем разлучити грбове свих породица које се презивају Петровић, ако се не би следило/поштовало ово правило.
Друго правило: једна особа, једна институција, један град, једна држава... не смеју имати у употреби више од једног грба; то значи да неко не може истовремено да истиче два или три грба, већ да се дичи једном верзијом.
Треће правило: само оно што задовољава и уклапа се у хералдичка правила је хералдички исправно; то би значило да хералдику и хералдичаре у првом моменту не занима уметнички утисак неког грба, већ исправност и примењивост правила, тек на крају се разматра питање естетике.
Четврто правило: у хералдици постоје десна и лева хералдичка страна и то са становишта онога који носи штит; то би у преводу значило да је оно што је посматрачу лево то је у хералдици десно, иначе десна хералдичка страна је нешто позитивно, то је тзв. мушка страна, и ако су елементи на грбу позиционирани или су окренути ка десној хералдичкој страни онда је то нешто позитивно
Пето правило: постоје пет основних боја, два метала и три помоћне боје, што се све назива тинктурама. Основне боје су: црвена, плава, зелена, црна и пурпурна; помоћне боје су: тамноцрвена, смеђа и боја крви. (види Значење боја у хералдици) Метали су: злато и сребро, а приказују се на грбовима као жута и бела боја. У хералдици је дозвољено да се неки елемент прикаже и у својој боји и то се онда назива природном бојом и обликом приказа. Из овога произлази правило да се боје не смеју мешати и приказивати једна преко друге на грбу, као ни метали, већ се може постићи комбинација метала и боја; а све то ради смањивања конфузије приликом истицања грба и повећавања јасноће приказа, нпр. црна фигура на зеленом штиту би била тешко разазнатљива. Наравно, одступање од правила је када се елемент прикаже у својој природној боји.
Шесто правило: косо позиционирани грбови асоцирају на велику старост порекла носиоца грба (армигера), највероватније пре 13. века.
Седмо правило: косо позиционирани елементи на грбу као што су пречке, ленте и греде, од леве на десну хералдичку страну, представљају грбове ванбрачне деце.
Осмо хералдичко правило: правило сједињавања грбова, у средишну позицију грба иде грб победника или породице која доминира, а у десну хералдичку страну иду грбови осталих према достојанству ка левој хералдичкој страни; у случају брака у којем су оба супружника армигери/носиоци грба, грб мужа иде на десну, а супруге на леву хералдичку страну.

## Спољне повезнице
- EuropeanHeraldry.org catalogues a large number of European noble titles and heraldry.
- Heraldry of Greatlitvan Nobility Архивирано на веб-сајту  (27. септембар 2017)
- Heraldry of the World (civic heraldry), an overview of thousands of coats of arms of towns and countries
- Barron, Oswald (1911). „Heraldry”.  (на језику: енглески). 13 (11 изд.). стр. 311—330.
- International heraldry Introduction and examples
- Heraldisk Selskab The Scandinavian Heraldry Society (one of the oldest and largest societies dedicated to heraldic research)
- Heraldry for Kids Introducing Heraldry for Kids with free heraldry activity sheets
- Heraldica The history of heraldry, knighthood and chivalry, glossary of the blazon, themes, coats of arms, etc.
- Heraldic Arts Founded in 1987, the Society of Heraldic Arts was the first organisation of its kind in the world.